# 웃는 남자 (1928년 영화)
《웃는 남자》(영어: The Man Who Laughs)는 1928년 미국의 로맨스 영화로, 빅토르 위고의 소설 《웃는 남자》를 영화화한 작품이다. 파울 레니 감독이 연출했고 메리 필빈이 여주인공 데아 역을, 콘라트 파이트가 그윈플레인 역을 맡았다.
원작 소설의 두 번째 영화화 작품이다. 제작사 유니버설 픽처스는 영화에 100만 달러의 제작비를 투자했는데, 당시 제작되던 영화 중에서는 가장 많은 액수였다. 영화에서 콘라트 파이트가 분한 주인공 그윈플레인의 모습은 후일 DC 코믹스의 만화 캐릭터 '조커'의 모티브가 되었다. 만화가 밥 케인은 배트맨의 적 캐릭터를 구상하던 도중 트럼프 카드의 조커를 보고는, 예전에 보았던 영화 속 그윈플레인의 얼굴을 떠올리고는 그것을 바탕으로 조커를 디자인했다고 한다.

## 줄거리
17세기 후반 영국, 왕의 명령으로 추방당했던 귀족 클랜찰리 경은 아들 그윈플레인을 찾으러 돌아오지만 붙잡혀 처형당한다. 왕은 클랜찰리 경에게 그의 아들 그윈플레인의 얼굴에 콤프라치코라는 외과의가 웃는 모습의 흉터를 새겼다고 말한다. 이후 왕은 모든 콤프라치코들을 영국에서 추방하고, 그 과정에서 어린 그윈플레인은 버려진다. 눈보라 속에서 그는 어머니를 잃은 갓난아기 소녀를 발견하고, 두 아이는 철학자이자 쇼맨인 우르수스와 그의 늑대 호모에게 거둬진다. 우르수스는 소녀가 시각장애인임을 알게 되고, 그녀에게 데아라는 이름을 지어준다.
세월이 흘러 그윈플레인과 데아는 사랑하는 사이가 되고, 우르수스와 함께 극단을 운영하며 전국을 떠돌아다닌다. 그윈플레인은 '웃는 남자'라는 이름으로 큰 인기를 얻지만, 자신의 흉측한 모습 때문에 데아의 사랑을 받을 자격이 없다고 생각하며 괴로워한다. 그러던 중, 과거 그윈플레인의 얼굴에 흉터를 낸 하드쿠아논이 그윈플레인을 알아보고, 편지를 통해 그윈플레인이 클랜찰리 경의 상속자임을 알고 있는 사실을 조지아나 공작부인에게 알리려 한다. 하지만 이 편지는 왕실의 실력자 바킬페드로에 의해 가로채지고, 편지를 본 여왕은 그윈플레인의 정체를 알게 된다. 여왕은 공작부인의 약혼자인 디리-모어 경을 보내 그녀를 데려오지만, 공작부인은 한창 축제 분위기인 사우스워크 박람회에서 남자들과 희롱을 즐기고 있었고, 결국 왕실로 돌아간다.
박람회에서 그윈플레인의 공연을 본 공작부인은 그의 흉측한 외모에 매료되는 동시에 거부감을 느끼면서도 그에게 깊은 욕망을 느낀다. 공작부인은 그윈플레인에게 밀회 쪽지를 보내고, 그는 데아에 대한 마음과 갈등하면서도 몰래 약속 장소로 나간다. 하지만 공작부인은 그윈플레인이 클랜찰리 경의 상속자임을 알게 되고, 여왕의 명령에 따라 그와 결혼해야 함을 통보받는다. 이에 조롱당했다고 느낀 그윈플레인은 충격을 받고 뛰쳐나간다.
그윈플레인은 집으로 돌아와 자고 있는 데아가 쥐고 있던 공작부인의 편지를 발견하고, 죄책감에 휩싸여 편지를 찢어버린다. 데아는 그윈플레인이 돌아온 것에 기뻐하고, 그의 손을 잡고 그의 미소를 처음으로 만진다. 데아는 그윈플레인의 진정한 모습을 볼 수 있도록 신이 자신에게 시력을 주지 않은 것이라고 말하며 그를 위로한다. 하지만 곧 그윈플레인은 체포되어 감옥에 갇힌다. 하드쿠아논이 죽자 우르수스는 그윈플레인이 처형된 것으로 오해하고, 바킬페드로는 우르수스를 영국에서 추방하고, 그윈플레인이 죽었다는 거짓말을 한다.
그윈플레인은 감옥에서 풀려나 귀족의 일원이 된다. 그날 우르수스와 데아는 영국을 떠나려고 하고, 호모가 그들을 귀족원에 이끈다. 귀족들은 그윈플레인을 조롱하고, 여왕은 그윈플레인과 공작부인을 결혼시키려 한다. 하지만 그윈플레인은 자신의 귀족 지위를 포기하고 공작부인과의 결혼을 거부한다. 그는 도망쳐 데아를 찾지만, 데아는 이미 떠나려고 준비 중이었다. 그윈플레인은 항구에서 데아와 우르수스를 찾아내고, 마을 사람들의 도움으로 바킬페드로의 추격을 피한다. 마침내 세 사람은 배를 타고 함께 떠난다.

## 출연진
- 메리 필빈 - 데아 역
- 콘라트 파이트 - 그윈플레인 역
- 체사레 그라비나 - 우르수스 역
- 올가 바클라노바 - 조지애나 공작부인 역
- 브랜던 허스트 - 바르킬페드로 역
- 스튜어트 홈스 - 더리모이어 경 역
- 조지핀 크로웰 - 앤 여왕 역
- 조지 시그먼 - 하드콰논 역
- 샘 더그래스 - 제임스 2세 역